# Campoletis melanocera
Campoletis melanocera är en stekelart som först beskrevs av Henry Lorenz Viereck 1925.  Campoletis melanocera ingår i släktet Campoletis och familjen brokparasitsteklar. Inga underarter finns listade.